# Granbury
Granbury és una ciutat, seu del Comtat de Hood, a l'estat de Texas. Segons el cens del 2000 tenia 5.718 habitants.

## Demografia
Segons el cens del 2000, Granbury tenia 5.718 habitants, 2.391 habitatges, i 1.458 famílies. La densitat de població era de 398,5 habitants per km².
Dels 2.391 habitatges en un 27% hi vivien nens de menys de 18 anys, en un 48,4% hi vivien parelles casades, en un 9,5% dones solteres, i en un 39% no eren unitats familiars. En el 34,9% dels habitatges hi vivien persones soles el 18,7% de les quals corresponia a persones de 65 anys o més que vivien soles. El nombre mitjà de persones vivint en cada habitatge era de 2,2 i el nombre mitjà de persones que vivien en cada família era de 2,83.
Per edats la població es repartia de la següent manera: un 21% tenia menys de 18 anys, un 8% entre 18 i 24, un 25,6% entre 25 i 44, un 21,9% de 45 a 60 i un 23,4% 65 anys o més.
L'edat mediana era de 42 anys. Per cada 100 dones de 18 o més anys hi havia 77,1 homes.
La renda mediana per habitatge era de 35.952 $ i la renda mediana per família de 45.451 $. Els homes tenien una renda mediana de 34.625 $ mentre que les dones 25.721 $. La renda per capita de la població era de 19.801 $. Aproximadament el 5% de les famílies i el 9,6% de la població estaven per davall del llindar de pobresa.

## Poblacions properes
El següent diagrama mostra les poblacions més properes.